# NGC 551
NGC 551 je galaksija u zviježđu Andromeda.

## Vanjske poveznice
- SEDS: NGC 0551